# Vlag van Kabardië-Balkarië
De vlag van Kabardië-Balkarië bestaat uit drie even hoge horizontale banen in de kleuren blauw (boven), wit en groen. In het midden staat een cirkel, waar de besneeuwde Elbroes (een berg in de Kaukasus op de grens van Kabardië-Balkarië, Karatsjaj-Tsjerkessië en Georgië) staat afgebeeld onder een blauwe hemel en boven groene velden. Een soortgelijk symbool staat ook in de vlag van Karatsjaj-Tsjerkessië. Lichtblauw symboliseert de glorie van de voorouders van de Kabardijnen en de Balkaren, de eer van de inwoners, loyaliteit en oprechtheid. Wit staat voor vredige natuur en goedheid. Groen staat voor vrijheid in ideeën en zaken, daden, plezier in dialoog en begrip, en hoop op een mooie toekomst. De vlag werd aangenomen op 21 juli 1994.